# スイート・フォー・ポップス
『スイート・フォー・ポップス』（Suite for Pops）は、サド・ジョーンズ / メル・ルイス・ジャズ・オーケストラのアルバムである。

## 収録曲
1. ミーティン・プレイス - "Meetin' Place"
2. ザ・サマリー - "The Summary"
3. ザ・フェアウェル - "The Farewell"
4. トレド・バイ・キャンドルライト - "Toledo by Candlelight"
5. ザ・グレート・ワン - "The Great One"
6. オンリー・フォー・ナウ - "Only for Now"
7. ア・グッド・タイム・ワズ・ハド・バイ・オール - "A Good Time Was Had by All"

## 演奏メンバー
- サド・ジョーンズ - フリューゲルホルン
- メル・ルイス - ドラム
- ローランド・ハナ (Roland Hanna) - ピアノ
- リチャード・デイヴィス (Richard Davis) - ベース
- ジョージ・ムラーツ (George Mraz) - ベース
- スティーヴ・ギルモア (Steve Gilmore) - ベース
- ジェリー・ダジォン (Jerry Dodgion) - ソプラノサックス、アルトサックス、フルート
- エディ・ズィーキス (Eddie Xiques) - アルトサックス、クラリネット、バスクラリネット、フルート
- ビリー・ハーパー (Billy Harper) - テナーサックス、フルート
- エディ・ダニエルズ (Eddie Daniels) - テナーサックス、クラリネット、フルート
- ロン・ブリッジウォーター (Ron Bridgewater) - テナーサックス、クラリネット、フルート
- フランク・フォスター (Frank Foster) - テナーサックス、クラリネット
- グレッグ・ハーバート (Greg Herbert) - テナーサックス
- ルー・マリーニ (Lou Marini) - テナーサックス
- ペッパー・アダムス (Pepper Adams) - バリトンサックス、クラリネット
- ジョン・ファディス (John Faddis) - トランペット、パーカッション
- スティーヴン・ファータド (Stephen Furtado) - トランペット
- ジム・ボッシー (Jim Bossy) - トランペット
- ルー・ソロフ (Lew Soloff) - トランペット
- スヌーキー・ヤング (Snooky Young) - トランペット
- マーヴィン・スタム (Marvin Stamm) - トランペット
- ヴァージル・ジョーンズ (Virgil Jones) - トランペット
- セシル・ブリッジウォーター (Cecil Bridgewater) - トランペット
- ジミー・ネッパー (Jimmy Knepper) - トロンボーン
- クエンティン・ジャクソン (Quentin Jackson) - トロンボーン
- エディー・バート (Eddie Bert) - トロンボーン
- ジャニス・ロビンソン (Janice Robinson) - トロンボーン
- アール・マッキンタイアー (Earl McIntyre) - トロンボーン
- クリフ・ヘザー (Cliff Heather) - バストロンボーン
- ジャック・ジェファーズ (Jack Jeffers) - バストロンボーン
- デイヴ・テイラー (Dave Taylor) - バストロンボーン
- ジム・バフィントン (Jim Buffington) - ホルン
- ピーター・ゴードン (Peter Gordon) - ホルン
- アール・チェイピン (Earl Chapin) - ホルン
- ジュリアス・ワトキンス (Julius Watkins) - ホルン
- レイ・アランジ (Ray Alonge) - ホルン
- レオナルド・ギブス (Leonard Gibbs) - パーカッション
- ディー・ディー・ブリッジウォーター (Dee Dee Bridgewater) - ボーカル